# Saison 2012-2013 du Royal Evere White Star Hockey Club
Maillots
Chronologie
Saison précédente Saison suivante

## Effectifs

### Buteurs et Buteuses (toutes compétitions)
| Rang  | Joueur                       | Championnat | Coupe de Belgique | Total |
| ----- | ---------------------------- | ----------- | ----------------- | ----- |
| 1     | Sébastien De Geyter          | 17          | 0                 | 17    |
| 2     | Elliot Mathieu               | 5           | 0                 | 5     |
| 2     | Alexandre Evrard             | 4           | 0                 | 4     |
| 2     | Gaëtan Dykmans               | 4           | 0                 | 4     |
| 5     | Mathias Baikry               | 3           | 0                 | 3     |
| 5     | Michael Delguste             | 3           | 0                 | 3     |
| 5     | Arnaud Dykmans               | 3           | 0                 | 3     |
| 8     | Quentin Noël                 | 2           | 0                 | 2     |
| 8     | Charlie Crauwels             | 2           | 0                 | 2     |
| 8     | Julien Robyns De Schneidauer | 2           | 0                 | 2     |
| 8     | Renaud Slegers               | 2           | 0                 | 2     |
| Total | Total                        | 47          | 0                 | 47    |

| Rang  | Joueuse           | Championnat | Coupe d'Europe | Total |
| ----- | ----------------- | ----------- | -------------- | ----- |
| 1     | Perrine Motte     | 3           | 9              | 12    |
| 2     | Elodie Truyens    | 10          | 1              | 11    |
| 3     | Jessica Gucassoff | 2           | 8              | 10    |
| 3     | Coralie Raddoux   | 5           | 5              | 10    |
| 5     | Morgane Vouche    | 8           | -              | 8     |
| 6     | Marine Truyens    | 2           | 5              | 7     |
| 7     | Joy Jouret        | 6           | -              | 6     |
| 8     | Stéfanie Renders  | 0           | 4              | 4     |
| 9     | Céline Closset    | 2           | -              | 2     |
| 9     | Claire Huvelle    | 2           | -              | 2     |
| 11    | Mélanie Pecher    | 1           | -              | 1     |
| Total | Total             | 41          | 32             | 73    |

(Les chiffres ci-dessus ne sont valables que pour les matchs officiels)

## Recrutement

### Messieurs

#### Arrivées
| Joueur                       | Poste     | Provenance       | Division                |
| ---------------------------- | --------- | ---------------- | ----------------------- |
| Alexandre Bottemanne         | Gardien   | R. Baudouin H.C. | Nationale 2             |
| Julien Robyns De Schneidauer | Défenseur | Servette H.C.    | Ligue Nationale A (LNA) |
| Mathias Baikry               | Défenseur | Parc H.C.        | Nationale 2             |
| Arnaud Lecomte               | Défenseur | R. Daring T.H.C. | Division Honneur        |
| Alexandre Evrard             | Attaquant | R. Daring T.H.C. | Division Honneur        |

#### Départs
| Joueur                  | Poste     | Provenance            | Division                |
| ----------------------- | --------- | --------------------- | ----------------------- |
| Rémy Beaulieu           | Défenseur | R. E. White Star H.C. | Nationale 3 (2e équipe) |
| Thibault Bigaré         | Défenseur | R. E. White Star H.C. | Nationale 3 (2e équipe) |
| Gilles Duchêne          | Milieu    | R. E. White Star H.C. | Nationale 3 (2e équipe) |
| Frédéric Van Den Steene | Milieu    | R. E. White Star H.C. | Nationale 3 (2e équipe) |
| Matthieu Ryckaert       | Attaquant | R. E. White Star H.C. | Nationale 3 (2e équipe) |
| Benjamin Cadière        | Attaquant | Parc H.C.             | Nationale 2             |

### Dames

#### Arrivées
| Joueur         | Poste     | Provenance          | Division         |
| -------------- | --------- | ------------------- | ---------------- |
| Elodie Truyens | Défenseur | R.T.H.C Wellington  | Division Honneur |
| Joy Jouret     | Milieu    | R.T.H.C Wellington  | Division Honneur |
| Sol Fernandez  | Milieu    | Club San Fernando   | Liga Nacional    |
| Morgane Vouche | Attaquant | R.T.H.C Wellington  | Division Honneur |
| Claire Huvelle | Attaquant | Waterloo Ducks H.C. | Division Honneur |
| Mélanie Pecher | Attaquant | R. Beerschot T.H.C. | Nationale 1      |

#### Départs
| Joueur          | Poste     | Destination              | Division                      |
| --------------- | --------- | ------------------------ | ----------------------------- |
| Julie Dacquin   | Défenseur |                          | -                             |
| Loes Stijntjes  | Milieu    | Université James Madison | Colonial Athletic Association |
| Coralie Penners | Milieu    | R. La Rasante H.C.       | Nationale 1                   |
| Emilie Goffinon | Attaquant | K.H.C. Leuven            | Division Honneur              |

## Les rencontres de la saison

### Messieurs

#### Championnat de Nationale 2A
Entre parenthèses le rang de l'équipe si ce n'est pas la première équipe du club.
| Date       | J.     | Adversaire              | Lieu  | Score | Buteurs                                                                  |
| ---------- | ------ | ----------------------- | ----- | ----- | ------------------------------------------------------------------------ |
| 09/09/2012 | 1re J. | Zaid H.C.               | RWSC1 | 7-0   | De Geyter (x2),                                                          |
| 16/09/2012 | 2e J.  | Embourg H.C.            | EMBG1 | 0-6   | De Geyter, Delguste (x2),                                                |
| 23/09/2012 | 3e J.  | R. Uccle Sport (3)      | UCCL1 | 3-6   | Robyns De Schneidauer, De Geyter,                                        |
| 30/09/2012 | 4e J.  | R. Victory H.C. (3)     | RWSC1 | 6-1   | De Geyter (x4),                                                          |
| 07/10/2012 | 5e J.  | R. Baudouin H.C.        | BAUD1 | 1-3   | Noël, Slegers, De Geyter                                                 |
| 14/10/2012 | 6e J.  | Lara Wavre H.C.         | RWSC1 | 3-1   | De Geyter,                                                               |
| 21/10/2012 | 7e J.  | Waterloo Ducks H.C.(3)  | WADU1 | 1-5   |                                                                          |
| 28/10/2012 | 8e J.  | R. Orée T.H.B. (3)      | RWSC1 | 2-0   |                                                                          |
| 04/11/2012 | 9e J.  | Parc H.C.               | PARC1 | 1-9   | De Geyter,                                                               |
| 11/11/2012 | 10e J. | R. Ombrage H.C.         | RWSC1 | 4-3   | Evrard (x2), De Geyter (x2)                                              |
| 18/11/2012 | 11e J. | R. Racing C.B. (3)      | RACI1 | 4-3   | Evrard, Mathieu, De Geyter                                               |
| 25/11/2012 | 12e J. | Zaid H.C.               | UCCL2 | 2-5   |                                                                          |
| 17/02/2013 | 13e J. | Embourg H.C.            | RWSC1 | 8-1   |                                                                          |
| 03/03/2013 | 14e J. | R. Victory H.C. (3)     | VICT1 | 0-6   | De Geyter,                                                               |
| 10/03/2013 | 15e J. | R. Baudouin H.C.        | RWSC1 | 2-1   | Noël,                                                                    |
| 17/03/2013 | 16e J. | Lara Wavre H.C.         | LARA1 | 1-5   | De Geyter,                                                               |
| 07/04/2013 | 17e J. | R. Orée T.H.B. (3)      | OREE1 | 1-2   | Baikry, De Geyter                                                        |
| 14/04/2013 | 18e J. | Parc H.C.               | RWSC1 | 9-2   | Mathieu (x2), Baikry, A. Dykmans, Parc H.C. (csc) (x3), Evrard, Crauwels |
| 21/04/2013 | 19e J. | R. Ombrage H.C.         | OMBR1 | 3-5   | A. Dykmans, Slegers, Delguste, Robyns De Schneidauer, Mathieu            |
| 28/04/2013 | 20e J. | R. Racing C.B. (3)      | RWSC1 | 0-1   | -                                                                        |
| 01/05/2013 | 21e J. | R. Uccle Sport (3)      | RWSC1 | 2-0   | Baikry, A. Dykmans                                                       |
| 05/05/2013 | 22e J. | Waterloo Ducks H.C. (3) | RWSC1 | 10-1  | G. Dykmans (x4), Mathieu, Crauwels,                                      |

| Rang | Équipe                  | Pts | J  | G  | N | P  | Bp  | Bc  | Diff |
| ---- | ----------------------- | --- | -- | -- | - | -- | --- | --- | ---- |
| 1    | R.E. White Star H.C.    | 60  | 22 | 20 | 0 | 2  | 108 | 28  | +80  |
| 2    | R. Orée T.H.B. (3)      | 48  | 22 | 15 | 3 | 4  | 67  | 27  | +40  |
| 3    | R. Racing C.B. (3)      | 48  | 22 | 15 | 3 | 4  | 76  | 43  | +33  |
| 4    | R. Baudouin H.C.        | 47  | 22 | 15 | 2 | 5  | 87  | 56  | +31  |
| 5    | R. Ombrage H.C.         | 40  | 22 | 12 | 4 | 6  | 107 | 57  | +50  |
| 6    | Waterloo Ducks H.C. (3) | 32  | 22 | 10 | 2 | 10 | 67  | 72  | -5   |
| 7    | Lara Wavre H.C.         | 28  | 22 | 8  | 4 | 10 | 62  | 50  | +12  |
| 8    | Parc H.C.               | 25  | 22 | 7  | 4 | 11 | 49  | 78  | -29  |
| 9    | R. Uccle Sport (3)      | 21  | 22 | 5  | 6 | 11 | 40  | 50  | -10  |
| 10   | Embourg H.C.            | 13  | 22 | 3  | 4 | 15 | 41  | 101 | -60  |
| 11   | Zaid H.C.               | 10  | 22 | 3  | 1 | 18 | 31  | 105 | -74  |
| 12   | R. Victory H.C. (3)     | 7   | 22 | 2  | 1 | 19 | 26  | 94  | -68  |

Division Nationale 2A

#### Coupe de Belgique
Entre parenthèses le rang de l'équipe si ce n'est pas la première équipe du club.
| Date       | Tour         | Adversaire         | Lieu  | Score | Buteurs                                      |
| ---------- | ------------ | ------------------ | ----- | ----- | -------------------------------------------- |
| 02/09/2012 | 1/16e finale | K. Mechelse T.H.C. | MECH1 | 0-9   |                                              |
| 01/11/2012 | 1/8e finale  | La Louvière H.C.   | RWSC1 | 8-2   |                                              |
| 14/05/2013 | 1/4 finale   | R. Orée T.H.B (3)  | OREE1 | 4-3   | De Geyter, R. Orée T.H.B (3) (csc), Crauwels |

Le R.E. White Star H.C. est éliminé par le R. Orée T.H.B (3) en 1/4 de finale.

#### Championnat salle de Division Honneur
| Date       | Tour    | Adversaire          | Lieu                                | Score | Buteurs |
| ---------- | ------- | ------------------- | ----------------------------------- | ----- | ------- |
| 16/12/2012 | Poule A | Waterloo Ducks H.C. | S/Z BXL - Mounier 2 - C.S.La Woluwe | 9-5   |         |
| 16/12/2012 | Poule A | R.H.C. Namur        | S/Z BXL - Mounier 2 - C.S.La Woluwe | 5-8   |         |
| 23/12/2012 | Poule A | R. Orée T.H.B.      | S/Z BXL SPL Erasme                  | 1-2   |         |
| 23/12/2012 | Poule A | R. Racing C.B.      | S/Z BXL SPL Erasme                  | 4-4   |         |
| 10/01/2013 | Poule A | R. Uccle Sport      | S/Z BXL - Mounier 2 - C.S.La Woluwe | 1-4   |         |
| 13/01/2013 | Poule A | K.H.C. Dragons      | S/Z Mechelen - De Nekker            | 3-4   |         |
| 13/01/2013 | Poule A | R. Léopold Club     | S/Z Mechelen - De Nekker            | 7-7   |         |

| Rang | Équipe               | Pts | J | G | N | P | Bp | Bc | Diff |
| ---- | -------------------- | --- | - | - | - | - | -- | -- | ---- |
| 1    | Waterloo Ducks H.C.  | 18  | 7 | 6 | 0 | 1 | 36 | 21 | +15  |
| 2    | R.H.C. Namur         | 13  | 7 | 4 | 1 | 2 | 35 | 25 | +10  |
| 3    | R. Orée T.H.B.       | 12  | 7 | 4 | 0 | 3 | 22 | 17 | +5   |
| 4    | R. Racing C.B.       | 12  | 7 | 3 | 3 | 1 | 36 | 25 | +11  |
| 5    | R. Uccle Sport       | 10  | 7 | 3 | 1 | 3 | 23 | 27 | -4   |
| 6    | K.H.C. Dragons       | 6   | 7 | 1 | 3 | 3 | 19 | 27 | -8   |
| 7    | R. Léopold Club      | 5   | 7 | 1 | 2 | 4 | 25 | 42 | -17  |
| 8    | R.E. White Star H.C. | 2   | 7 | 0 | 2 | 5 | 26 | 38 | -12  |

Division Honneur A
| Date       | Tour    | Adversaire                 | Lieu                                   | Score           | Buteurs |
| ---------- | ------- | -------------------------- | -------------------------------------- | --------------- | ------- |
| 20/01/2013 | Poule C | R. Daring H.C.             | S/Z BXL SPL Erasme                     | Remise générale |         |
| 20/01/2013 | Poule C | R.S.H.C Amicale Anderlecht | S/Z BXL SPL Erasme                     | Remise générale |         |
| 27/01/2013 | Poule C | R. Daring H.C.             | S/Z BXL CS Evere                       | 6-4             |         |
| 27/01/2013 | Poule C | R. Uccle Sport             | S/Z BXL CS Evere                       | 4-3             |         |
| 03/02/2013 | Poule C | R.S.H.C Amicale Anderlecht | S/Z BXL- C.S. de la Foret de Soignes 1 | 13-5            |         |
| 03/02/2013 | Poule C | R. Uccle Sport             | S/Z BXL- C.S. de la Foret de Soignes 1 | Non joué        |         |

| Rang | Équipe                     | Pts | J | G | N | P | Bp | Bc | Diff |
| ---- | -------------------------- | --- | - | - | - | - | -- | -- | ---- |
| 1    | R.E. White Star H.C.       | 6   | 3 | 2 | 0 | 1 | 21 | 14 | +7   |
| 2    | R. Daring H.C.             | 6   | 3 | 2 | 0 | 1 | 11 | 13 | -2   |
| 3    | R. Uccle Sport             | 4   | 3 | 1 | 1 | 1 | 13 | 9  | +4   |
| 4    | R.S.H.C Amicale Anderlecht | 1   | 3 | 0 | 1 | 2 | 10 | 19 | -9   |

Division Honneur C

### Dames

#### Championnat de Division Honneur
| Date       | J.     | Adversaire          | Lieu  | Score | Buteuses                                   |
| ---------- | ------ | ------------------- | ----- | ----- | ------------------------------------------ |
| 17/10/2012 | 1re J. | ARA La Gantoise     | MECH1 | 3-1   | Jouret, Raddoux, Vouche                    |
| 20/10/2012 | 2e J.  | R. Pingouin H.C.N.  | PING1 | 0-2   | Jouret, Gucassoff                          |
| 21/10/2012 | 3e J.  | KHC Dragons         | DRAG1 | 2-2   | Raddoux, Vouche                            |
| 27/10/2012 | 4e J.  | R. Herakles H.C.    | MECH1 | 0-0   | -                                          |
| 01/11/2012 | 5e J.  | Braxgata H.C.       | MECH1 | 2-6   | E. Truyens, Huvelle                        |
| 03/11/2012 | 6e J.  | R.T.H.C. Wellington | MECH1 | 1-3   | Raddoux                                    |
| 11/11/2012 | 7e J.  | R. Antwerp H.C.     | ANTW1 | 1-0   | -                                          |
| 17/11/2012 | 8e J.  | R. Victory H.C.     | MECH1 | 2-1   | M. Truyens, E. Truyens                     |
| 24/11/2012 | 9e J.  | KHC Dragons         | MECH1 | 2-2   | E. Truyens, Pecher                         |
| 25/11/2012 | 10e J. | K.H.C. Leuven       | LEUV1 | 1-2   | Jouret, K.H.C. Leuven (csc)                |
| 02/12/2012 | 11e J. | Braxgata H.C.       | BRAX1 | 2-1   | M. Truyens                                 |
| 03/03/2013 | 12e J. | Waterloo Ducks H.C. | WADU1 | 1-4   | Jouret (x2), E. Truyens, Closset           |
| 06/03/2013 | 13e J. | K.H.C. Leuven       | MECH1 | 2-1   | Vouche, Closset                            |
| 09/03/2013 | 14e J. | R. Orée T.H.B.      | MECH1 | 5-1   | Motte, Vouche, E. Truyens, Jouret, Raddoux |
| 16/03/2013 | 15e J. | ARA La Gantoise     | GANT1 | 2-1   | Vouche                                     |
| 20/03/2013 | 16e J. | R. Orée T.H.B.      | OREE1 | 1-4   | Vouche, Gucassoff, E. Truyens, Motte       |
| 22/03/2013 | 17e J. | Waterloo Ducks H.C. | BEE1  | 3-2   | Motte, Vouche,                             |
| 06/04/2013 | 18e J. | R. Herakles H.C.    | HERA1 | 2-1   | E. Truyens                                 |
| 13/04/2013 | 19e J. | R.T.H.C. Wellington | WELL1 | 3-0   | -                                          |
| 18/04/2013 | 20e J. | R. Pingouin H.C.N.  | MECH1 | 2-1   | E. Truyens (x2)                            |
| 20/04/2013 | 21e J. | R. Antwerp H.C.     | MECH1 | 1-3   | E. Truyens                                 |
| 28/04/2013 | 22e J. | R. Victory H.C.     | VICT1 | 1-3   | Vouche, Raddoux, Huvelle                   |

| Rang | Équipe               | Pts | J  | G  | N | P  | Bp | Bc | Diff |
| ---- | -------------------- | --- | -- | -- | - | -- | -- | -- | ---- |
| 1    | R.T.H.C. Wellington  | 55  | 22 | 18 | 1 | 3  | 60 | 22 | +38  |
| 2    | K.H.C. Dragons       | 54  | 22 | 17 | 3 | 2  | 60 | 20 | +40  |
| 3    | R. Antwerp H.C.      | 53  | 22 | 17 | 2 | 3  | 73 | 34 | +39  |
| 4    | Braxgata H.C.        | 44  | 22 | 13 | 5 | 4  | 66 | 34 | +32  |
| 5    | R.E. White Star H.C. | 36  | 22 | 11 | 3 | 8  | 43 | 37 | +6   |
| 6    | ARA La Gantoise      | 34  | 22 | 11 | 1 | 10 | 43 | 43 | 0    |
| 7    | K.H.C. Leuven        | 30  | 22 | 9  | 3 | 10 | 58 | 39 | +19  |
| 8    | R. Herakles H.C.     | 27  | 22 | 8  | 3 | 11 | 31 | 47 | -16  |
| 9    | R. Pingouin H.C.N.   | 23  | 22 | 7  | 2 | 13 | 43 | 54 | -11  |
| 10   | Waterloo Ducks H.C.  | 19  | 22 | 6  | 1 | 15 | 38 | 56 | -18  |
| 11   | R. Victory H.C.      | 5   | 22 | 1  | 2 | 19 | 31 | 79 | -48  |
| 12   | R. Orée T.H.B.       | 3   | 22 | 1  | 0 | 21 | 13 | 94 | -81  |

Division Honneur A

#### Championnat salle de Division Honneur
| Date       | Tour    | Adversaire          | Lieu                                | Score | Buteuses |
| ---------- | ------- | ------------------- | ----------------------------------- | ----- | -------- |
| 15/12/2012 | Poule A | R. Victory H.C.     | S/Z BXL SPL Erasme                  | 10-0  |          |
| 15/12/2012 | Poule A | R. Léopold Club     | S/Z BXL SPL Erasme                  | 0-5   |          |
| 22/12/2012 | Poule A | Parc H.C.           | S/Z Gent Univ. Sportcomplex 1       | 5-5   |          |
| 22/12/2012 | Poule A | ARA La Gantoise     | S/Z Gent Univ. Sportcomplex 1       | 3-4   |          |
| 09/01/2013 | Poule A | R. Uccle Sport      | S/Z BXL - Mounier 2 - C.S.La Woluwe | 5-2   |          |
| 12/01/2013 | Poule A | Waterloo Ducks H.C. | S/Z BXL CS Evere                    | 7-1   |          |
| 12/01/2013 | Poule A | R. Antwerp H.C.     | S/Z BXL CS Evere                    | 3-6   |          |

| Rang | Équipe               | Pts | J | G | N | P | Bp | Bc | Diff |
| ---- | -------------------- | --- | - | - | - | - | -- | -- | ---- |
| 1    | R.E. White Star H.C. | 16  | 7 | 5 | 1 | 1 | 45 | 15 | +30  |
| 2    | R. Antwerp H.C.      | 15  | 7 | 5 | 0 | 2 | 53 | 12 | +41  |
| 3    | Parc H.C.            | 13  | 7 | 4 | 1 | 2 | 47 | 28 | +19  |
| 4    | ARA La Gantoise      | 13  | 7 | 4 | 1 | 2 | 35 | 23 | +12  |
| 5    | Waterloo Ducks H.C.  | 13  | 7 | 4 | 1 | 2 | 33 | 25 | +8   |
| 6    | R. Uccle Sport       | 9   | 7 | 3 | 0 | 4 | 21 | 31 | -10  |
| 7    | R. Léopold Club      | 3   | 7 | 1 | 0 | 6 | 13 | 50 | -37  |
| 8    | R. Victory H.C.      | 0   | 7 | 0 | 0 | 7 | 6  | 69 | -63  |

Division Honneur A
| Date       | Tour    | Adversaire      | Lieu                          | Score | Buteuses |
| ---------- | ------- | --------------- | ----------------------------- | ----- | -------- |
| 19/01/2013 | Poule B | ARA La Gantoise | S/Z Gent Univ. Sportcomplex 1 | 1-0   |          |
| 19/01/2013 | Poule B | Parc H.C.       | S/Z Gent Univ. Sportcomplex 1 | 5-5   |          |
| 26/01/2013 | Poule B | ARA La Gantoise | S/Z BXL CS Evere              | 2-3   |          |
| 26/01/2013 | Poule B | R. Antwerp H.C. | S/Z BXL CS Evere              | 5-0   |          |
| 02/02/2013 | Poule B | R. Antwerp H.C. | S/Z St.Job - De Zandbergen    | 0-4   |          |
| 02/02/2013 | Poule B | Parc H.C.       | S/Z St.Job - De Zandbergen    | 2-5   |          |

| Rang | Équipe               | Pts | J | G | N | P | Bp | Bc | Diff |
| ---- | -------------------- | --- | - | - | - | - | -- | -- | ---- |
| 1    | R. Antwerp H.C.      | 15  | 6 | 5 | 0 | 1 | 30 | 12 | +18  |
| 2    | Parc H.C.            | 10  | 6 | 3 | 1 | 2 | 29 | 24 | +5   |
| 3    | R.E. White Star H.C. | 10  | 6 | 3 | 1 | 2 | 14 | 18 | -4   |
| 4    | ARA La Gantoise      | 0   | 6 | 0 | 0 | 6 | 12 | 31 | -19  |

Division Honneur B

#### EuroHockey Indoor Club Champions Challenge (W)
| Date       | Adversaire                    | Lieu     | Score | Buteuses                                            |
| ---------- | ----------------------------- | -------- | ----- | --------------------------------------------------- |
| 22/02/2013 | Université Abant İzzet Baysal | Lisbonne | 5-4   | Motte (x2), Raddoux, M. Truyens                     |
| 22/02/2013 | Partille SC                   | Lisbonne | 1-2   | Renders, M. Truyens                                 |
| 23/02/2013 | Agyse                         | Lisbonne | 0-11  | M. Truyens, Motte (x3), Renders, Gucassoff (x6)     |
| 23/02/2013 | CF Belenenses                 | Lisbonne | 6-0   | E. Truyens, Motte, Gucassoff, Renders (x2), Raddoux |
| 24/02/2013 | Ards Ladies H.C.              | Lisbonne | 0-3   | M. Truyens (x2), Gucassoff                          |
| 24/02/2013 | Howardian LHC                 | Lisbonne | 6-0   | Raddoux (x3), Motte (x3)                            |

| Rang | Équipe                        | Pts | J | G | N | P | Bp | Bc | Diff |
| ---- | ----------------------------- | --- | - | - | - | - | -- | -- | ---- |
| 1    | Abant Izzet Baysal University | 30  | 6 | 6 | 0 | 0 | 41 | 9  | +32  |
| 2    | R.E. White Star H.C.          | 26  | 6 | 5 | 0 | 1 | 32 | 6  | +26  |
| 3    | Ards Ladies H.C.              | 20  | 6 | 4 | 0 | 2 | 16 | 13 | +3   |
| 4    | Partille SC                   | 18  | 6 | 3 | 0 | 3 | 24 | 13 | +11  |
| 5    | CF Belenenses                 | 9   | 6 | 1 | 1 | 4 | 21 | 26 | -5   |
| 6    | Howardian LHC                 | 8   | 6 | 1 | 1 | 4 | 18 | 24 | -6   |
| 7    | Agyse                         | 0   | 6 | 0 | 0 | 0 | 2  | 63 | -61  |

Qualifications européennes